# Demonax angulifascia
Demonax angulifascia là một loài bọ cánh cứng trong họ Cerambycidae.